# DA-Notice
DA-Notice lub Defence Advisory Notice (przed rokiem 1993 nazywane było również Defence Notice albo też D-Notice) jest oficjalnym żądaniem skierowanym przez rząd, lub inny uprawniony organ władzy publicznej, skierowanym do redaktorów naczelnych mediów, aby powstrzymały się z publikacją określonych w żądaniu informacji związanych z bezpieczeństwem państwa.
Żądanie tego rodzaju jest nadal w użyciu w Wielkiej Brytanii, zostało uruchomione na przykład w roku 2009 w sytuacji, kiedy jeden z prominentnych policjantów, został sfotografowany w miejscu publicznym z przypadkowo widoczną treścią dokumentu dotyczącego policyjnych działań antyterrorystycznych.